# Charlotte Hornets 1993-1994
La stagione 1993-94 dei Charlotte Hornets fu la 6ª nella NBA per la franchigia.
I Charlotte Hornets arrivarono quinti nella Central Division della Eastern Conference con un record di 41-41, non qualificandosi per i play-off.

## Roster
| N° | Naz.                   | Ruolo | Sportivo         | Anno | Alt. | Peso |
| -- | ---------------------- | ----- | ---------------- | ---- | ---- | ---- |
| 1  | Stati Uniti (bandiera) | G     | Muggsy Bogues    | 1965 | 160  | 62   |
| 2  | Stati Uniti (bandiera) | A     | Larry Johnson    | 1969 | 198  | 113  |
| 3  | Stati Uniti (bandiera) | G     | Hersey Hawkins   | 1966 | 191  | 86   |
| 7  | Stati Uniti (bandiera) | AC    | Marty Conlon     | 1968 | 208  | 102  |
| 8  | Stati Uniti (bandiera) | GA    | Eddie Johnson    | 1959 | 201  | 98   |
| 11 | Stati Uniti (bandiera) | GA    | David Wingate    | 1963 | 196  | 84   |
| 12 | Stati Uniti (bandiera) | G     | Steve Henson     | 1968 | 180  | 80   |
| 20 | Stati Uniti (bandiera) | G     | Rumeal Robinson  | 1966 | 188  | 88   |
| 22 | Stati Uniti (bandiera) | GA    | Johnny Newman    | 1963 | 201  | 86   |
| 24 | Stati Uniti (bandiera) | GA    | Scott Burrell    | 1971 | 201  | 99   |
| 25 | Stati Uniti (bandiera) | G     | Tony Bennett     | 1969 | 183  | 79   |
| 30 | Stati Uniti (bandiera) | G     | Dell Curry       | 1964 | 193  | 86   |
| 33 | Stati Uniti (bandiera) | C     | Alonzo Mourning  | 1970 | 208  | 109  |
| 40 | Stati Uniti (bandiera) | AC    | Frank Brickowski | 1959 | 206  | 109  |
| 40 | Stati Uniti (bandiera) | AC    | Lorenzo Williams | 1969 | 206  | 91   |
| 41 | Stati Uniti (bandiera) | AC    | Tim Kempton      | 1964 | 208  | 111  |
| 42 | Stati Uniti (bandiera) | C     | Mike Gminski     | 1959 | 211  | 113  |
| 43 | Stati Uniti (bandiera) | AC    | LeRon Ellis      | 1964 | 203  | 102  |
| 44 | Stati Uniti (bandiera) | AC    | Kenny Gattison   | 1964 | 203  | 102  |

## Staff tecnico
- Allenatore: Allan Bristow
- Vice-allenatori: Bill Hanzlik, T.R. Dunn
- Preparatore atletico: Terry Kofler